# ذخیره‌گاه زیست‌کره والکان
ذخیره‌گاه زیست‌کره والکان (به اسپانیایی: Volcán Tacaná Biosphere Reserve) یک ذخیره‌گاه زیست‌کره در مکزیک است که در چیاپاس واقع شده‌است.